# Показен магазин
Показните магазини са вид магазини за хранителни стоки в Народна република България.
Създадени са в края на 60-те години на XX век в централните части на най-големите градове в страната. По онова време вече се експериментира с ограничено либерализиране на регулирания пазар, като се допуска и поощрява работата на новосъздадената стопанска група „Тексим“ при свободно ценообразуване и в конкурентна среда.
Замисълът е такива магазини да предлагат редки и необичайни стоки на по-високи цени спрямо субсидираните цени на масовите стоки, характерни за действащата в условията на постоянни стокови дефицити търговска мрежа – например ранни парникови зеленчуци, консерви (иначе предназначени за износ), както и вносни стоки, като цитрусови плодове и банани.
Търговската система обаче не успява да снабдява с достатъчно стоки показните магазини и по време на развиващата се търговска криза (от средата на 1980-те години) са запомнени с големи опашки, когато предлагат търсени стоки на достъпни цени.
Показните магазини на ДСО „Булгарплод“ и др.под. стават образец и се създават представителни магазини, принадлежащи на определено държавно стопанско обединение и предлагащи стоки само (или предимно) от него – например ДСО „Валентина“ за облекло.